# Haisigai
Haisigai (kinesiska: 海斯改, 海斯改苏木) är en socken i Kina. Den ligger i den autonoma regionen Inre Mongoliet, i den norra delen av landet, omkring 940 kilometer öster om regionhuvudstaden Hohhot.
Genomsnittlig årsnederbörd är 718 millimeter. Den regnigaste månaden är juni, med i genomsnitt 150 mm nederbörd, och den torraste är januari, med 5 mm nederbörd.